# Lista de papas e patriarcas atuais
Esta é uma lista de papas e patriarcas cristãos atuais que são notáveis.

## Papa e patriarcas daIgreja Católica
| Sé                                                     | Bispo                                          | Eleição |
| ------------------------------------------------------ | ---------------------------------------------- | ------- |
| Roma                                                   | Papa Leão XVI                                  | 2025    |
| Alexandria dos Coptas                                  | Patriarca Ibrahim Isaac Sidrak                 | 2013    |
| Antioquia dos Siríacos                                 | Patriarca Mar Inácio José III Yonan            | 2009    |
| Antioquia dos Maronitas                                | Patriarca Béchara Boutros Cardeal al-Rahi      | 2011    |
| Antioquia, Alexandria e Jerusalém dos Gregos Melquitas | Patriarca Youssef Absi                         | 2017    |
| Babilônia dos Caldeus                                  | Patriarca-Católicos Louis Raphaël I Sako       | 2013    |
| Cilícia dos Armênios                                   | Patriarca-Católicos Rafael Pedro XXI Minassian | 2021    |

Em 2006, Bento XVI renunciou ao título de "Patriarca do Ocidente" (Patriarcha Occidentis).
Em 2024, o Papa Francisco restabeleceu o título de "Patriarca do Ocidente", revertendo a decisão do papa anterior; a reintegração do título tinha como objetivo estreitar os laços com os outros Patriarcas da fé Ortodoxa Oriental.

### Patriarcas daIgreja Católica de Rito Latino
Os patriarcados na tabela abaixo são da Igreja Católica de Rito Latino; cujos portadores têm o título de patriarca por várias razões históricas, mas não têm uma igreja sui iuris particular.
| Sé                | Bispo                                                     | Eleição |
| ----------------- | --------------------------------------------------------- | ------- |
| Veneza            | Patriarca Francesco Moraglia                              | 2012    |
| Índias Ocidentais | Vacante desde 31 de agosto de 1963                        |         |
| Lisboa            | Patriarca Rui Manuel Sousa Valério, S.M.M.                | 2023    |
| Índias Orientais  | Patriarca Filipe Neri António Sebastião do Rosário Ferrão | 2004    |
| Jerusalém         | Patriarca Pierbattista Pizzaballa, O.F.M.                 | 2020    |

## Patriarca daIgreja Assíria do Oriente
| Sé                        | Bispo                           | Eleição |
| ------------------------- | ------------------------------- | ------- |
| Igreja Assíria do Oriente | Patriarca-Católicos Mar Awa III | 2021    |

## Patriarca daAntiga Igreja do Oriente
| Sé                       | Bispo                                   | Eleição |
| ------------------------ | --------------------------------------- | ------- |
| Antiga Igreja do Oriente | Patriarca-Católicos Gewargis III Younan | 2022    |

## Patriarcas daIgreja Ortodoxa
| Sé             | Bispo                            | Eleição |
| -------------- | -------------------------------- | ------- |
| Constantinopla | Patriarca Ecumênico Bartolomeu I | 1991    |
| Alexandria     | Papa e Patriarca Teodoro II      | 2004    |
| Antioquia      | Patriarca João X                 | 2012    |
| Jerusalém      | Patriarca Teófilo III            | 2005    |
| Moscou         | Patriarca Cirilo                 | 2009    |
| Geórgia        | Patriarca-Católicos Elias II     | 1977    |
| Sérvia         | Patriarca Porfírio               | 2021    |
| Romênia        | Patriarca Daniel                 | 2007    |
| Bulgária       | Patriarca Daniel                 | 2024    |

## Patriarcas das Igrejas Ortodoxas Orientais independentes

### Patriarca da Igreja Ortodoxa Ucraniana – Patriarcado de Kiev
| Sé   | Bispo             | Eleição |
| ---- | ----------------- | ------- |
| Kiev | Patriarca Filaret | 1995    |

### Patriarca da Antiga Igreja Ortodoxa Russa
| Sé     | Bispo               | Eleição |
| ------ | ------------------- | ------- |
| Moscou | Patriarca Alexandre | 2002    |

### Patriarca da Igreja Ortodoxa Turca
| Sé       | Bispo         | Eleição |
| -------- | ------------- | ------- |
| Istambul | Papa Eftim IV | 2002    |

## Papa e patriarcas dasIgrejas ortodoxas orientais
| Sé                       | Bispo                           | Eleição |
| ------------------------ | ------------------------------- | ------- |
| Alexandria               | Papa Teodoro II                 | 2012    |
| Antioquia                | Patriarca Inácio Efrém II       | 2014    |
| Armênia                  | Patriarca e Católico Karekin II | 1999    |
| Etiópia                  | Patriarca Católico Abune Matias | 2013    |
| Eritreia                 | Patriarca Antonios              | 2004    |
| Jerusalém (Armênio)      | Patriarca Nourhan               | 2013    |
| Constantinopla (Armênio) | Patriarca Sahak II Mashalian    | 2019    |

## Patriarcas das Igrejas Ortodoxas Orientais independentes

### Patriarca da Igreja Ortodoxa Britânica
| Sé          | Bispo                   | Eleição |
| ----------- | ----------------------- | ------- |
| Glastonbury | Patriarca Abba Seraphim | 1979    |

## Papas e patriarcas das Igrejas Católicas Independentes

### Patriarca da Igreja Católica Apostólica
| Sé        | Bispo                             | Eleição |
| --------- | --------------------------------- | ------- |
| Filipinas | Patriarca Juan Almario Calampiano | 2021    |

### Papa da Igreja Cristã Palmariana
| Sé                 | Bispo          | Eleição |
| ------------------ | -------------- | ------- |
| El Palmar de Troya | Papa Pedro III | 2016    |

### Patriarca da Igreja Greco-Católica Ortodoxa Ucraniana
| Sé        | Bispo                           | Eleição |
| --------- | ------------------------------- | ------- |
| Pidhirtsi | Patriarca Elijah Anthony Dohnal | 2008    |

## Patriarca da Igreja Hussita Checoslovaca
| Sé    | Bispo                 | Eleição |
| ----- | --------------------- | ------- |
| Praga | Patriarca Tomáš Butta | 2006    |